# Vicente Rodrigo Cisneros Durán

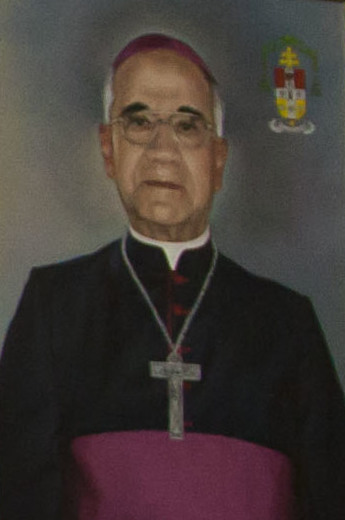
Vicente Cisneros Durán

Vicente Rodrigo Cisneros Durán (* 23. Februar 1934 in Pelileo; † 29. Dezember 2017 in Valle de Los Chillos) war ein ecuadorianischer Geistlicher und römisch-katholischer Erzbischof von Cuenca.

## Leben
Vicente Cisneros empfing nach seiner theologischen Ausbildung am 17. Juli 1957 in der  Kathedrale von Quito die Priesterweihe. Er studierte kanonisches Recht und absolvierte ein Doktoratsstudium in Internationalem Recht an der spanischen Päpstlichen Universität von Salamanca, an der Päpstlichen Universität Gregoriana in Rom und an der Universität Wien des Weiteren ein Studium der Sozialen Aktion am Institut Catholique de Paris und dem Luigi-Sturzo-Institut in Rom.
Papst Paul VI. ernannte ihn am 1. Dezember 1967 zum Weihbischof in Guayaquil, im südwestlichen Küstenland von Ecuador, und Titularbischof von Tigisi in Mauretania. Der Bischof von Ambato, Bernardino Echeverría Ruiz OFM, spendete ihm am 7. Januar des nächsten Jahres die Bischofsweihe; Mitkonsekratoren waren Pablo Muñoz Vega SJ, Erzbischof von Quito, und Manuel de Jesús Serrano Abad, Erzbischof von Cuenca.
Am 4. Juli 1969 wurde er zum Bischof von Ambato im Andengebiet ernannt. Papst Johannes Paul II. ernannte ihn am 15. Februar 2000 zum Erzbischof von Cuenca. Am 20. April 2009 nahm Papst Benedikt XVI. seinen altersbedingten Rücktritt an. Er hatte zahlreiche Aufgaben in der ecuadorianischen Bischofskonferenz inne, darunter Koordinator verschiedener Ausbildungsprogramme mit dem Erzbistum München und Freising.
Er war mehrere Jahre lang der jüngste römisch-katholische Bischof der Welt.